# Ivonne Passada
Ivonne Passada Leoncini (4 tháng 4 năm 1956 – 11 tháng 3 năm 2023) là một giáo sư, chính trị gia và nhà lập pháp người Uruguay thuộc Mặt trận Rộng. Kể từ ngày 3 tháng 3 năm 2015, bà đã phục vụ như một thượng nghị sĩ thay thế ông Eduardo Bonomi, người được phê chuẩn làm Bộ trưởng Bộ Nội vụ cho chính phủ Mặt trận Rộng rãi được bắt đầu nắm chính quyền vào ngày 1 tháng 3.

## Tiểu sử
Ivonne Passada được sinh ra ở Montevideo vào ngày 4 tháng 4 năm 1956. Bà đã hoàn thành nghiên cứu tiểu học và trung học tại Colegio Clara Jackson de Heber. Sau đó cô vào Faculty of Law  của Đại học Cộng hòa. Tuy nhiên, bà đã kết thúc việc học xã hội học tại Viện Khoa học Xã hội của Đại học, sau đó tham gia các khóa học an ninh công nghiệp tại Universidad del Trabajo del Uruguay  (UTU). Bắt đầu từ năm 1984, Passada làm giáo sư tại UTU và là giáo viên về an toàn công nghiệp, và duy trì cho đến năm 2004.

## Hoạt động chính trị
Passada là một chiến binh tích cực của khu phố và hoa hồng phát triển của khu vực Malvín Norte.
Từ năm 1984, Passada là một phần của công cuộc tái thiết dân chủ của các Liên đoàn Giáo dục và PIT-CNT; bà là một trong những người lãnh đạo Hiệp hội các quan chức UTU (AFUTU) từ năm 1985 đến 2002. Từ 2002 đến 2004, bà là thành viên của PIT-CNT và Ban thư ký của nó, là một trong những điều phối viên.
Bà qua đời vào ngày 11 tháng 3 năm 2023, hưởng thọ 66 tuổi.